# Megan Easy
Megan Easy (née Hodge le 15 octobre 1988 à Saint Thomas) est une joueuse de volley-ball américaine. Elle mesure 1,91 m et joue au poste de réceptionneuse-attaquante. Elle totalise 148 sélections en équipe des États-Unis.

## Biographie
Avec l'équipe des États-Unis de volley-ball féminin, elle est médaillée d'argent olympique en 2012 à Londres.

## Clubs
| Club                        | De        | À         |
| --------------------------- | --------- | --------- |
| Nittany Lions de Penn State | 2006-2007 | 2008-2009 |
| Criollas de Caguas          | 2010-2010 | 2010-2010 |
| GSO Villa Cortese           | 2010-2011 | 2010-2011 |
| Trefl Sopot                 | 2011-2012 | 2011-2012 |
| Azerrail Bakou              | 2012-2013 | 2012-2013 |
| Guangdong Evergrande        | 2013-2014 | 2013-2014 |
| Imoco Conegliano            | 2015-2016 | 2015-2016 |
| Henan Volleyball            | 2016-2017 | 2016-2017 |
| Imoco Conegliano            | 2017-2018 | 2018-2019 |
| Minas TC                    | 2020-2021 | 2020-2021 |

## Palmarès

### Équipe nationale
- Jeux Olympiques
  -  2012 à Londres.
- Grand Prix mondial
  - Vainqueur : 2010, 2011, 2012, 2015.
- Coupe du monde
  - Finaliste : 2011.
- Championnat d'Amérique du Nord
  - Vainqueur : 2011, 2015.
- Coupe panaméricaine
  - Vainqueur : 2013[3]
- Championnat d'Amérique du Nord des moins de 20 ans
  - Vainqueur : 2006.

### Clubs
- Coupe d'Italie
  - Vainqueur : 2011.
- Championnat de Pologne
  - Vainqueur : 2012.
- Coupe de Pologne
  - Finaliste : 2012.
- Championnat d'Italie
  - Vainqueur : 2016.

### Distinctions individuelles
- Grand Prix mondial de volley-ball 2012: Meilleure marqueuse et MVP.
- Coupe panaméricaine de volley-ball féminin 2013: Meilleure attaquante[3].